# Xã Tuscarora, Quận Perry, Pennsylvania
Xã Tuscarora (tiếng Anh: Tuscarora Township) là một xã thuộc quận Perry, tiểu bang Pennsylvania, Hoa Kỳ. Năm 2010, dân số của xã này là 1.189 người.